# Malleval-en-Vercors
Malleval-en-Vercors är en kommun i departementet Isère i regionen Auvergne-Rhône-Alpes i sydöstra Frankrike. Kommunen ligger i kantonen Vinay som tillhör arrondissementet Grenoble. År 2022 hade Malleval-en-Vercors 56 invånare.

## Befolkningsutveckling
Antalet invånare i kommunen Malleval-en-Vercors
Referens:INSEE